# (400290) 2007 TT64
(400290) 2007 TT64 es un asteroide perteneciente al cinturón de asteroides, descubierto el 7 de octubre de 2007 por el equipo del Mount Lemmon Survey desde el Observatorio del Monte Lemmon, Arizona, Estados Unidos.

## Designación y nombre
Designado provisionalmente como 2007 TT64.

## Características orbitales
2007 TT64 está situado a una distancia media del Sol de 2,401 ua, pudiendo alejarse hasta 2,858 ua y acercarse hasta 1,944 ua. Su excentricidad es 0,190 y la inclinación orbital 1,771 grados. Emplea 1359,29 días en completar una órbita alrededor del Sol.

## Características físicas
La magnitud absoluta de 2007 TT64 es 18.